# Shahbaz Bhatti
Clement Shahbaz Bhatti (Lahore, 9 de setembro de 1968 - Islamabad, 2 de março de 2011) foi um político paquistanês, venerado como servo de Deus, pela Igreja Católica. Foi o primeiro ministro cristão no governo do Paquistão, sendo o responsável pelo Ministério das Minorias do Paquistão, que representa os grupos religiosos minoritários do paísː  
cristãos, hindus, sikhs, zoroastristas e outros. Shahbaz Bhatti era um crítico das leis de blasfêmia do país, alegando que são utilizadas para oprimir e perseguir as minorias religiosas. Após receber várias ameaças de morte, Bhatti foi assassinado  por homens ligados ao grupo terrorista Talibã. O assassinato de Bhatti foi o segundo assassinato de um político em Islamabad por blasfêmia em poucos meses, após o assassinato do governador de Punjab, Salmaan Taseer,  a alguns quilômetros de distância, no dia 4 de janeiro de 2011. 
Uma das falas de Bhatti demonstra um pouco de sua vida: “Rezai por mim e por minha vida. Sou um homem que queimou seu barcos"  (referencia a muitos militares que queimaram seu barcos para não retrocederem em combate; Exemplos: Alexandre, o grande e Agátocles), e não posso e não quero retroceder: vou à luta contra o extremismo e defenderei os cristãos até a morte”
Como ministro para as minorias religiosas do Paquistão ele já tinha recebido numerosas ameaças de morte por seu objetivo de revogar a lei da blasfêmia, que condena a morte  quem insulte o Islã ou ao profeta Maomé.
Sobre um dos casos de intolerância religiosa mais conhecidos na atualidade ele era um dos políticos que consideram que o poder não é para dominar e sim para servir, tendo escolhido servir aos mais fracos e desprotegidos, como exemplo: uma mulher, uma mãe, uma prisioneira, católica como ele, Asia Bibi, condenada a morte pela lei da blasfêmia.
Paul Bhatti, o irmão de Shabazz, disse: “Não tenho duvidado em perdoar aos assassinos… para um cristão, é um passo necessário para combater o ódio”.